# Niccolò de Romanis
Niccolò (zm. 1218) – włoski duchowny. Prawdopodobnie pochodził z Rzymu jednak przypisywane mu od XVI wieku nazwisko de Romanis nie jest poświadczone w źródłach mu współczesnych. Najpierw był kapelanem Innocentego III, a następnie  kardynałem-biskupem Tusculum (od grudnia 1204). 1213-14 służył jako legat papieski w Anglii w celu propagowania krucjaty, doprowadził wówczas także do zdjęcia interdyktu nałożonego na ten kraj przez Innocentego III w 1207 z powodu konfliktu o obsadę archidiecezji Canterbury. Uczestniczył w papieskiej elekcji 1216. Wielki penitencjariusz Honoriusza III od 1216. Zmarł między 17 sierpnia 1218 a 6 stycznia 1219.